# Shamiram
Shamiram (in armeno Շամիրամ?) è un comune dell'Armenia di 945 abitanti (2001) della provincia di Aragatsotn.